# Barbaraviertel (Neuss)
Das Barbaraviertel ist ein Stadtteil im Norden von Neuss und befindet sich westlich des Neusser Hafens. In ihm leben auf einer Fläche von 2,50 km² 2.828 Einwohner (Stand 31. Dezember 2021).

## Infrastruktur
Stadtteilprägend und namensgebend ist die katholische Barbarakirche, die 1932 gebaut wurde und heute zur Pfarrei St. Marien gehört.
Zu den Arbeitgebern im Viertel zählen neben der Ölmühle Sels der Schlachthof Neuss, erbaut 1903–1905, und die FS-Papierfabrik, FS steht für Faltschachtel. Das Gelände der Pappfabrik wurde am 18. Juli 1911 von Karl Schulte und Eduard Deus erworben. Seit 1983 gehört das Unternehmen der Mayr-Melnhof-Gruppe; 500 Personen werden hier beschäftigt.
Mit einem Ausländeranteil von 41,4 % ist das Barbaraviertel der zweitinternationalste Stadtteil in Neuss, nach dem Augustinusviertel mit 48,6 %. Im Barbaraviertel war im Jahr 2009 jeder vierte Einwohner über 18 Jahren überschuldet.
Im Barbaraviertel gibt es sechs Spielplätze, davon eine Skateranlage, und einen offenen Jugendtreff in Trägerschaft der katholischen Kirche.
Neben der Ganztagsgrundschule Barbaraschule gibt es das Familienzentrum Haus Sonnenschein in Trägerschaft der Caritas sowie die Kindertagesstätte Lebendiges Haus der evangelischen Kirche.
Seit 1994 ist das Theater am Schlachthof als freies Theater aktiv. Schwerpunkte sind Schauspiel, Kabarett, Kinder- und Jugendtheater, sowie zahlreiche soziokulturelle Projekte.
Die 1986 gegründete Tanzsportgemeinschaft Quirinus schafft Angebote im Breiten- und Profisport. Das A-Team ist in der ersten Bundesliga Formationen Latein (Stand: Saison 2014/15).

## Umwelt
Die Qualität der Wohnlage wird durch den Lärm der Düsseldorfer Straße als Zubringer der A 52 und durch Industrieanlagen wie die Ölmühle Sels erheblich belastet.
Besonders die Geruchsbelastung durch die Ölmühle führt regelmäßig zu Beschwerden der Anwohner. Viele Versuche und Nachbesserungen der Abgasreinigungsanlage führten zu keiner dauerhaften Verbesserung. Der Geruch der Abgase ist so stark, dass sich sogar Bewohner aus Düsseldorf über Belastungen beschweren.

## ÖPNV

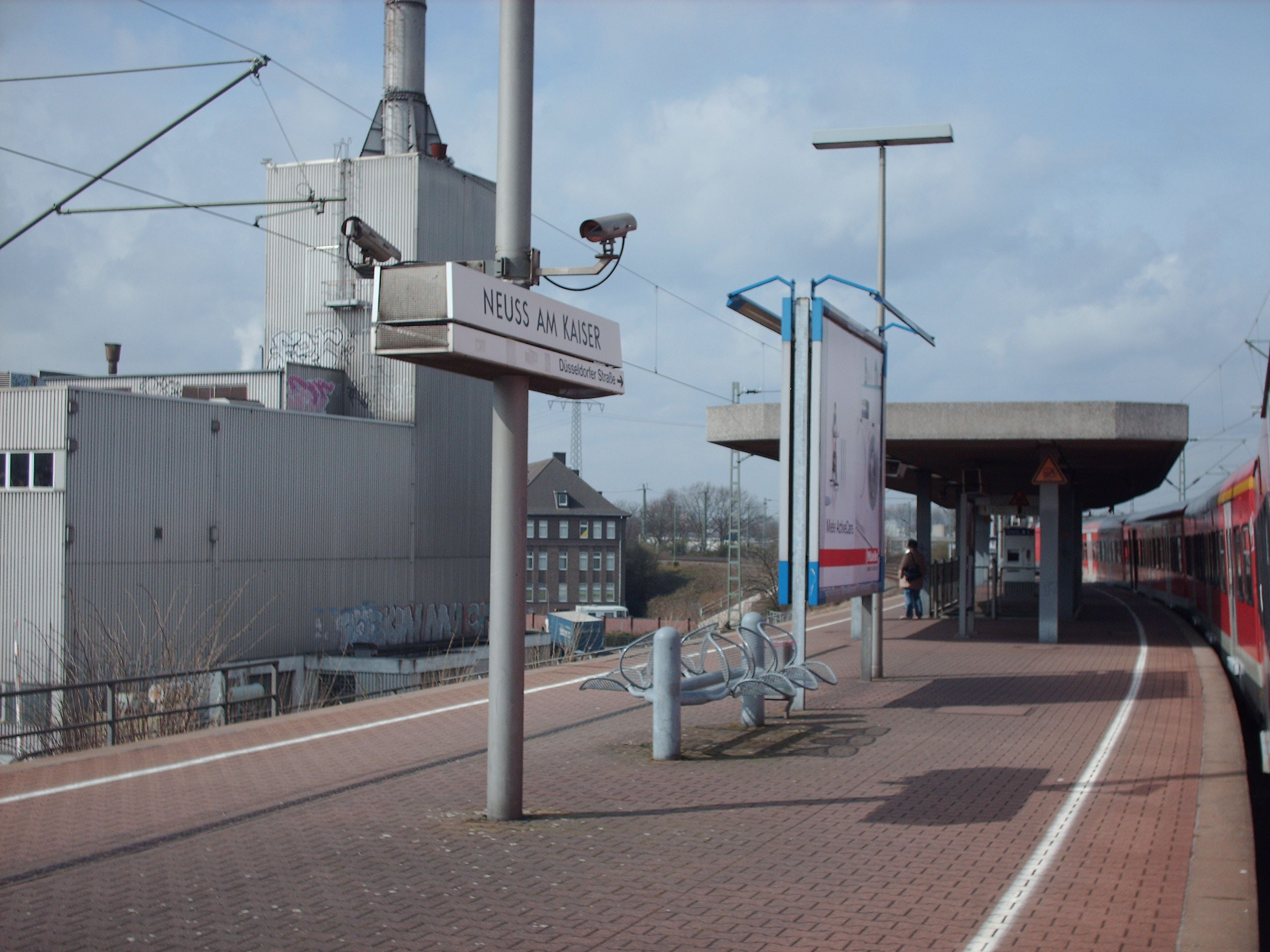
S-Bahn-Haltepunkt „Am Kaiser“

Das Barbaraviertel ist mit dem S-Bahnhof Neuss Am Kaiser an das S-Bahn-Netz Rhein-Ruhr angeschlossen. Drei S-Bahn-Linien halten an dieser Station:
| Linie | Verlauf |
| ----- | --- |
| S8    | Mönchengladbach Hbf – Neuss Hbf – Neuss Am Kaiser – Düsseldorf Hbf – Wuppertal Hbf – Hagen Hbf                         |
| S11   | Düsseldorf Flughafen Terminal – Düsseldorf Hbf – Neuss Am Kaiser – Neuss Hbf – Dormagen – Köln Hbf – Bergisch Gladbach |
| S28   | Kaarster See – Neuss Hbf – Neuss Am Kaiser – Düsseldorf Hbf – Mettmann Stadtwald                                       |

Das Barbaraviertel wird von vier Buslinien und einer Stadtbahnlinie an die Städte Neuss und Düsseldorf angeschlossen
| Linie | Linienverlauf |
| ----- | --- |
| U 75  | Neuss Hauptbahnhof – Barbaraviertel – Handweiser – Belsenplatz – Heinrich-Heine-Allee – Düsseldorf Hauptbahnhof – Schlesische Straße (U) – Eller, Vennhauser Allee |
| 829   | Neuss Am Kaiser – Düsseldorf-Heerdt, Handweiser – Meerbusch, Haus Meer                                                                                             |
| 830   | Neuss, Stadthalle – Neuss Hauptbahnhof – Barbaraviertel – D-Handweiser – Meerbusch, Haus Meer – Lank Kirche                                                        |
| 833   | Neuss Am Kaiser – Am Heerdter Krankenhaus |
| 864   | Mönchengladbach-Giesenkirchen – Glehn – Grefrath – Landestheater – Barbaraviertel – Heerdt                                                                         |

Alle Linien halten an der S-Bahn Station „Neuss Am Kaiser“ und, mit Ausnahme der Linien 829 und 833, an der Haltestelle „Blücherstraße“.